# Hugo Besson
Pour les personnes ayant le même patronyme, voir Besson.
Hugo Besson, né le 26 avril 2001 à Angers, est un joueur professionnel français de basket-ball. Il mesure 1,94 m et évolue aux postes de meneur et d'arrière.

## Biographie

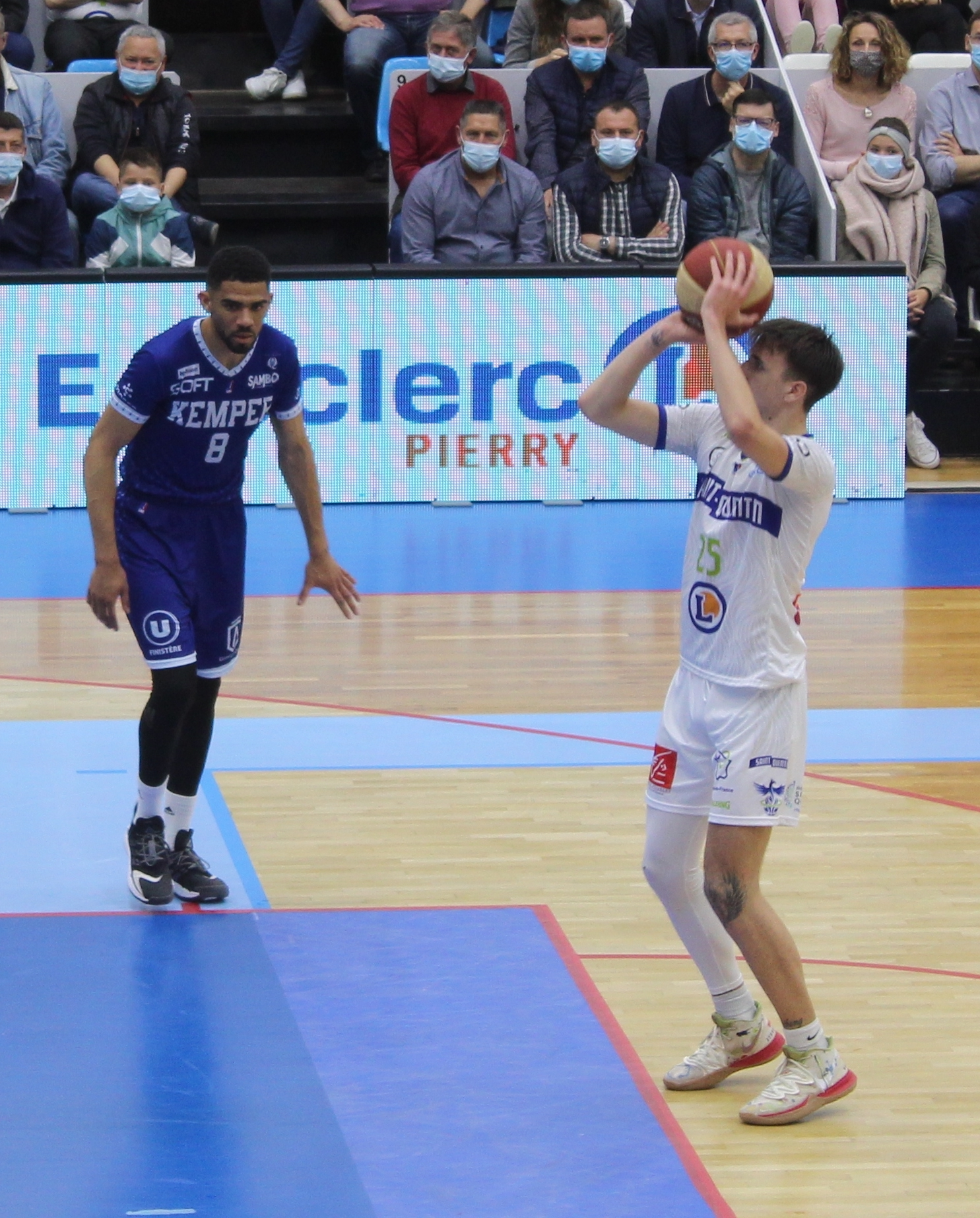
Hugo Besson, le 21 mai 2021, tirant un lancer franc sous les yeux de Bathiste Tchouaffé lors d'une victoire de Saint Quentin face à Quimper (79-76).

Hugo Besson est le fils de Jean-Paul Besson (né en 1973), joueur de la JA Vichy puis entraîneur. Son oncle Jean-Philippe Besson et son grand-père Paul Besson (né en 1945) sont aussi joueurs à la JA Vichy et entraîneurs.
Il est prêté au Saint-Quentin Basket-Ball, club de seconde division, pour la saison 2020-2021 par l'Élan chalonnais (première division), club avec lequel il est sous contrat jusqu'en 2024.
Le 26 avril 2021, il déclare : « l'année prochaine, je vais devoir confirmer et continuer ma progression. C'est cela qui me permettra d'aller à la draft de la  NBA. C'est excitant, je vais tout mettre en œuvre pour y arriver. ».
Meilleur marqueur de la Pro B avec 19,5 points de moyenne par match, Hugo Besson s'inscrit à la draft 2021 de la NBA. Il retire son nom en juillet, avant la date limite. En juin 2021, Besson est élu meilleur espoir de Pro B.
En juillet 2021, il rejoint pour trois saisons les New Zealand Breakers, club néo-zélandais évoluant en National Basketball League australienne,, où joue son compatriote Ousmane Dieng.
Le 21 avril 2022, il se présente pour la draft 2022 de la NBA où il est attendu au second tour. En parallèle, Saint-Quentin décide le 29 avril à l'occasion d'un match face à l'ADA Blois de retirer son maillot n°25, un fait plutôt rare en France d'autant plus pour un joueur qui n'a passé qu'une saison dans un club.
Lors de la draft 2022, Hugo Besson est choisi en 58e position par les Pacers de l'Indiana, il est ensuite transféré vers les Bucks de Milwaukee ,. Il dispute ensuite la Summer League avec les Bucks.
Non retenu dans l'effectif des Bucks, Hugo Besson revient en France et s'engage, en août 2022 avec les Metropolitans 92, un club de la banlieue parisienne où son père est entraîneur adjoint. Blessé à la hanche et éloigné des parquets début janvier 2023, il doit subir une arthroscopie qui l'oblige à plusieurs semaines de repos. De retour en mai, il participe aux playoffs qui voient les Mets atteindre la finale du championnat (battus par Monaco). Il dispute à nouveau la Summer League avec les Bucks à l'été 2023.
Le 30 septembre 2023, il signe avec le KK FMP (en) en Serbie pour deux saisons. Hugo Besson effectue des débuts prometteurs en Ligue adriatique avec 23 et 22 points lors de ses deux premiers matchs le plaçant ainsi dans le top 5 des meilleurs scoreurs en ce début de saison. Il quitte le club serbe en février 2024.
En février 2024, Besson s'engage avec le Pallacanestro Varèse, club italien de première division. Deux mois plus tard, le 12 avril 2024, Hugo Besson signe à Manisa, où il découvre le championnat turc. L'adaptation n'est pas compliquée, puisqu'en début de saison, il inscrit son nouveau record en carrière, avec 37 points marqués lors d'une victoire à Ankara, sur le score de 85 à 80. Une performance impressionnante lors d'une saison marquée par des soucis extrasportifs, puisqu'il subit de nombreux retards de salaire, menant à de nombreuses tensions en interne. Malgré cela, il inscrit tout de même 23 points lors du dernier match de la saison pour permettre à son club de se maintenir.

## Palmarès et distinctions individuelles
Saint-Quentin Basket-Ball :
- Élu meilleur jeune de Pro B en 2021
- Meilleur marqueur de Pro B en 2021

 Metropolitans 92 :
- Sélection pour le All-Star Game LNB 2022
- Vainqueur du All-Star Game LNB 2022
- Finaliste du championnat de France Betclic Élite 2023